# Ács János
Ács János (Budapest, 1949. március 22. – Budapest, 2015. július 22.) Jászai Mari-díjas magyar színházrendező, egyetemi tanár.

## Életpályája
Tanulmányait a József Attila Tudományegyetem Bölcsészettudományi Karán, illetve a Színház- és Filmművészeti Főiskolán végezte; utóbbiban 1980-ban diplomázott.
Az 1970-es években Paál Istvánnal a szegedi egyetemi színpad színésze és rendezője volt. 1980–1991 között a kaposvári Csiky Gergely Színház tagja volt. 1991 óta az Arany János Színház rendezője, valamint a Színház- és Filmművészeti Főiskola tanára. 1994–2001 között az Új Színház főrendezője volt. Rendezett többek között Szolnokon, Zalaegerszegen, az Operaházban, a Rock Színházban és a Katona József Színházban is. 2005 óta a Győri Nemzeti Színház tagja. Színészi feladatokat is vállal.

### Munkássága
Színháztörténeti jelentőségű rendezése volt Kaposváron a Marat halála. A vidéki színházak esetében példátlanul sokszor, több mint százszor játszották. 1982-ben a "BITEF" nemzetközi fesztiválon mind a három kiosztható díjat ez a darab kapta. A kaposvári előadásokra buszokkal érkeztek főleg fiatal, egyetemista nézők. A budapesti vendégjátékokon több alkalommal rendőrkordon védte az előadás helyszínét, a jegy után áhítozó nézők rohamától.

## Színházi rendezései
A Színházi adattárban regisztrált bemutatóinak száma: 98.
| - Beckett: Szöveg és zene (1978, 1992) - Gombrowicz: Esküvő (1979) - Kálmán Imre: Csárdáskirálynő (1979, 1993) - Wedekind: A tavasz ébredése (1979) - Middleton–Rowly: Átváltozások (1980) - William Shakespeare: Szentivánéji álom (1980, 2002) - Schönthan: A Szabin nők elrablása (1980) - Griffith: Komédiások (1981, 2002) - Carlo Goldoni: Két úr szolgája (1982) - Büchner: Leonce és Léna (1982, 2000) - Genet: A balkon (1982, 1994) - Lázár Ervin: A kisfiú és az oroszlánok (1983) - Miljutyin: Filmcsillag (1983) - Sartre: Altona foglyai (1983) - Williams: A vágy villamosa (1984) - Örkény István: Sötét galamb (1985) - Kleist: Amphitryon (1985, 2003) - Szabó György: Kun László szerelmei (1985) - Ács János: Munkásoperett (1985) - Jókai Mór: A kőszívű ember fiai (1986) - Kornis Mihály: Kozma (1986) - Katona József: Bánk bán (1986) - Leányvásár (1986) - Szép Ernő: Vőlegény (1987) - Kroetz: Kívánsághangverseny (1988) - Ács János: Egy kiállítás képei (1988, 1992) - A bolygó hollandi (1988) - William Shakespeare: Othello (1989) - Peter Weiss: Marat/Sade (1989) - Eörsi István: Jolán és a férfiak (1989) - Békés–Várkonyi: A Félőlény (1989, 1991) - Wedekind: Lulu (1990) - Oscar Wilde: Dorian Gray (1990) - Csehov: Sirály (1990) - Molière: A képzelt beteg (1991) - Grumberg: Szabad zóna (1992) - Kacsóh–Bakonyi–Heltai: János vitéz (1992) - Karinthy Ferenc: Dunakanyar (1992) - William Shakespeare: Lear király (1993, 2005) - Szophoklész: Oidipusz (1994) - Brecht: Jó embert keresünk (1994) | - Labiche: Gyilkosság villásreggelivel (1995) - Janicsák István: Titokzatos Zizi bolygó (1995) - William Shakespeare: Hamlet (1996, 2011) - Molnár Ferenc: Az üvegcipő (1997, 2007) - Cocteau: Rettenetes szülők (1998) - Csehov: Cseresznyéskert (1999) - Brecht: Egy nagyváros dzsungelében (1999) - Kornis: A Kádár házaspár (2000) - Nagy Ignác: Tisztújítás (2000) - Marica grófnő (2001) - Molnár: Egy, kettő, három (2001) - Ács János: A mennyei híd (2002) - Martos Ferenc: Lili bárónő (2002) - Bohémélet (2002) - Bereményi Géza: Az arany ára (2003) - A kaktusz virága (2003) - Zalán Tibor: A mese marad (2003) - Ibsen: Dr. Stockmann... (2004) - Ács János: Az új Casanova (2004, 2009) - DiPietro: Te édes, de jó vagy, légy más! (2004) - Nicolaj: Hárman a padon (2004) - Shaw: Szent Johanna (2005) - Nebántsvirág (2005) - Füst Milán: Boldogtalanok (2005) - Eliot: Koktél hatkor (2006) - Lope de Vega: A kertész kutyája (2006) - Dürrenmatt: Játsszunk Strindberget (2006) - Molnár Ferenc: Harmónia (2006) - Schiller: Ármány és szerelem (2007) - Martos Ferenc: Bob herceg (2007) - Maraini: Mária és Erzsébet (2007) - Montmartre-i ibolya (2008) - King: Dolores (2008) - Poiret: Őrült nők ketrece (2008) - Albee: Nem félünk a farkastól (2009) - Parti Nagy Lajos: Ibusár (2009) - Kleist: Egy lócsiszár virágvasárnapja (2009) - Barabás Pál: Kávé habbal (2010) - Hampton: Veszedelmes viszonyok (2011) - Szomory Dezső: Györgyike, drága gyermek (2011) - Bródy Sándor: A tanítónő (2012) |

## Színészként
| - Itt járt Mátyás király (1966) - Régi idők focija (1973) – Színes, jobbösszekötő - Kálvária (1982) - Elveszett illúziók (1983) - Redl ezredes (1985) – Úr a galíciai bálon - Hanussen (1988) - Próféta (1988) - Georg Elser – Einer aus Deutschland (1989) – Rendőr - Tutajosok (1989) – Vay György - A nyaraló (1992) - A Hídember (2002) – Dr. Balogh (Áts Gyula nevén) - Sobri (2002) – Botos - Nyugalom (2008) – Színházi rendező | - Katonák (1977) - Krétakör (1978) - A három jószívű rabló (1979) – Kaszper - Az örök Don Juan (1979) - Alagút (1980) (1982-ben adták le) - Vizsgálat Martinovits Ignác szászvári apát és társai ügyében (1980) – Ignác Martinovics - Macbeth (1982) - A nagy fejedelem (1997) – Szerkesztő - A színész mindig legenda (2002) - Presszó (2008) – Ervin |

### Szinkronszínészként
| Év   | Cím                                      | Szereplő     | Színész         | Szinkron év |
| ---- | ---------------------------------------- | ------------ | --------------- | ----------- |
| 1967 | A szamuráj                               | Wiener       | Michel Boisrond | 1983        |
| 1980 | Amerikai nagybácsim (1. magyar szinkron) | Jean Le Gall | Roger Pierre    | 1982        |

## Díjai, elismerései
- Jászai Mari-díj (1987)
- Nádasdy Kálmán-díj (2009)